# Batalha de Newtown
A Batalha de Newtown (29 de agosto de 1779), foi a única grande batalha da Expedição Sullivan, uma ofensiva armada liderada pelo general John Sullivan sob ordens do Congresso Continental, para pôr fim à ameaça dos iroqueses que haviam ficado ao lado dos britânicos na Independência dos Estados Unidos da América.